# Libertador (film)
Pour les articles homonymes, voir The Liberator (homonymie).
Pour plus de détails, voir Fiche technique et Distribution.
Libertador est un film du réalisateur vénézuélien Alberto Arvelo sorti en 2014. Le film a par ailleurs été présenté au Festival international du film de Toronto en 2013. 
Il est à ce jour le film le plus cher de l'histoire du cinéma latino-américain avec un budget de 50 millions de dollars .

## Synopsis
L'histoire de Simón Bolívar et ses batailles militaires et politiques pour l'indépendance de l'Amérique du Sud.

## Fiche technique
- Réalisateur : Alberto Arvelo
- Scénariste : Timothy J. Sexton
- Musique : Gustavo Dudamel
- Photographie : Xavi Giménez
- Montage : Tariq Anwar
- Effets spéciaux : El Ranchito
- Société de distribution : GEM Entertainement
- Budget : 50 000 000 $ [2]
- Pays d’origine :  Venezuela,  Espagne
- Durée : 119 minutes
- Dates de sortie :
  - Venezuela : 24 juillet 2014
  - France : 12 mars 2016

## Distribution
- Edgar Ramirez : Simon Bolivar
- María Valverde : Maria Teresa Bolivar
- Erich Wildpret : Antonio Jose de Sucre
- Juana Acosta : Manuela Sáenz
- Danny Huston : Torkington
- Orlando Valenzuela : Francisco de Paula Santander
- Francisco Denis : Simón Rodríguez
- Gary Lewis : James Rooke
- Iwan Rheon : Daniel O'Leary